# Karniszewice
Karniszewice – część miasta Pabianice w województwie łódzkim, w powiecie pabianickim, do końca 1949 samodzielna wieś. Leży na zachodzie miasta, wzdłuż ulicy Karniszewickiej.

## Historia
Dawniej samodzielna wieś. Od 1867 w gminie Górka Pabianicka w powiecie łaskim. Pod koniec XIX wieku Karniszewice liczyły 519 mieszkańców. W okresie międzywojennym należały do woj. łódzkiego.  1 października 1921 część wsi Nowo-Karniszewice włączono do Pabianic W 1921 roku liczba mieszkańców wynosiła 798. 2 października 1933 utworzono gromadę Karniszewice w granicach gminy Górka Pabianicka, składającą się z samej wsi Karniszewice. Podczas II wojny światowej włączone do III Rzeszy.
Po wojnie Karniszewice powróciły do powiatu łaskiego w woj. łódzkim jako jedna z gromad gminy Górka Pabianicka. 
1 stycznia 1950 Karniszewice włączono do Pabianic.